# بربيت أسود الأجنحة
بربيت أسود الأجنحة (الاسم العلمي: Lybius melanopterus) (بالإنجليزية: Brown-breasted Barbet)‏ هو نوع من الطيور يتبع جنس البربيت الأفريقي من الفصيلة البربيتية.